# 衡山站

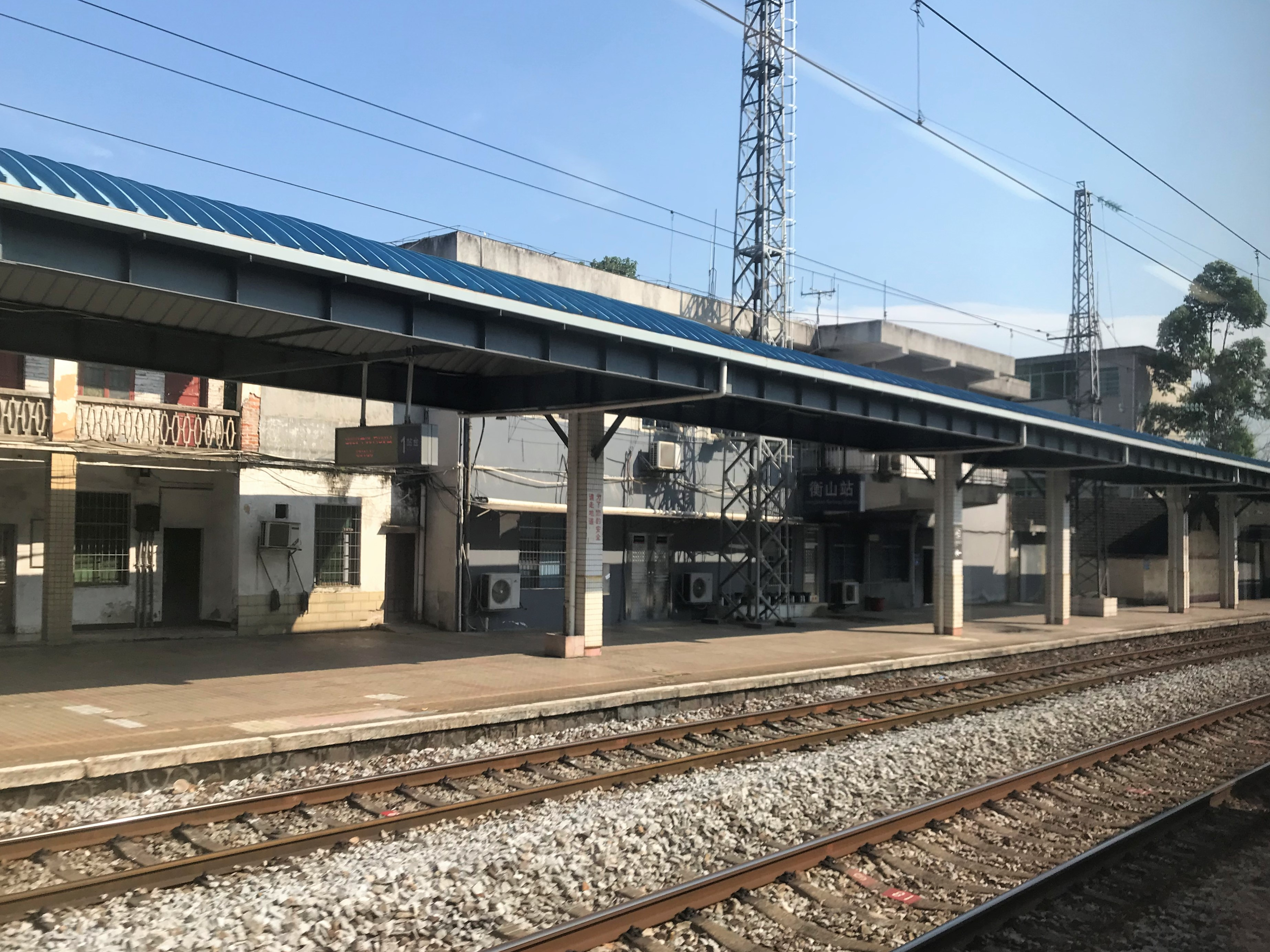
衡山站站台

衡山站，位于中华人民共和国湖南省衡阳市衡东县新塘镇，是京广铁路上的火车站，建于1935年，由广州铁路集团长沙车务段管辖。车站在春运期间停办客运业务。

## 歷史
衡山站始建于1936年1月，与原衡山县城隔江相望，当时车站设有2条股道。1959年车站增加站线1股、旅客站台增加至2座。1964年，车站新建站房并扩大候车厅。1966年车站所在的新塘镇被划入新成立的衡东县，车站虽然名为“衡山”但不再位于衡山县境内:484。
1969年车站随京广铁路武衡段进行复线化改造，改造后的站场设有4条股道，其中2条系正线。1971年车站建成1站台雨棚和连接1、2站台的地道。1985年车站重建站房。1998年车站增建货物线及牵出线各1条、扩建货运设施，并在牵出线终端修建湘华化工厂专用线。

## 车站结构
| 站房 | 售票、候车、出站 | 售票、候车、出站       |
| 站场 | 侧式站台         | 侧式站台               |
| 站场 | 1站台            | 京广铁路列车北京西方向 |
| 站场 | 正线             | 京广铁路上行通过列车   |
| 站场 | 2站台            | 京广铁路下行列车       |
| 站场 | 岛式站台         |                        |
| 站场 | 3站台            | 京广铁路 列车广州方向  |
| 站场 | 京广铁路 列车    |                        |

## 車站周邊
- 衡东县第二人民医院
- 中国联通新塘营业厅
- 衡东鑫雅快捷酒店
- 中国移动衡东新塘东路营业厅
- 中国电信新塘营业厅
- 中国农业银行新塘分理处
- 新塘镇中心小学
- 新塘镇人民政府
- 欧阳海烈士纪念馆

## 事件
1963年11月18日凌晨，在火车站南约1千米处，解放军驻耒阳某部战士欧阳海舍身将受惊僵立于铁轨上的军马推下铁轨，自身遭列车撞击而牺牲。原址现已建立欧阳海烈士纪念馆并树有纪念碑，另有以其名字命名的跨线桥“欧阳海桥”。
2023年5月4日晚上9点50分，K435次列车发生杀人事件。后据报道，在车站安检时，凶手应该是将刀具藏在下腹部位，衡山站当晚值班的一名女性工作人员因疏忽未能发现。在案发数日后，衡山站两名站领导及相关工作人员被停职处理。